# 72804 Caldentey
72804 Caldentey è un asteroide della fascia principale. Scoperto nel 2001, presenta un'orbita caratterizzata da un semiasse maggiore pari a 2,9755370 UA e da un'eccentricità di 0,0766429, inclinata di 12,14301° rispetto all'eclittica.
L'asteroide è dedicato alla spagnola Maria-Dolors Caldentey Rius, fondatrice dell'Osservatorio astronomico di Maiorca e del sussidiario Osservatorio astronomico di La Sagra.